# Едмонд Гемілтон
Едмонд Мур Гемілтон (англ. Edmond Moore Hamilton, 21 жовтня 1904, Янгстаун, Огайо — 1 лютого 1977 Ланкастер, Каліфорнія) — американський письменник-фантаст, що працював в жанрі космічної опери. Також писав сюжети коміксів для DC Comics.

## Біографія
Едмонд Гемілтон народився в Янгстауні, штат Огайо, проте більшу частину дитинства і аж до 1946 року прожив в штаті Пенсільванія (зокрема в Нью Кастлі). Він був обдарованою дитиною, в 14 років закінчив школу і вступив до Вестмінстерського коледжу в Нью Вілмінгтоні. Проте він був виключений через невідвідуваність, провчившись лише три роки за інженерною спеціальністю. Після коледжу він попрацював на залізниці, але будучи шанувальником фантастики, він почав сам писати. Також він читав багато науково-популярної літератури, що допомагало йому писати.

### Письменницька діяльність
Першим опублікованим твором Гемілтона стало оповідання «The Monster God of Mamurth» опубліковане в вересневому випуску Weird Tales в 1926 році. Він продовжував писати дуже багато оповідань для різних журналів, опублікувавши до 1939 року понад 200 оповідань. Тоді він здебільшого писав в жанрах фантастики жахів (зокрема в 1936 вийшла його перша збірка «Жах на астероїді і інші історії планетного жаху», англ. «Horror on The Asteroid and Other Tales of Planetary Horror»), але також почав публікувати твори в жанрі космічної опери (деколи його навіть називають засновником жанру), а деколи і детективні оповідання. Протягом цього часу він познайомився з багатьма авторами фантастики і жахів, зокрема потоваришував з Джеком Вільямсоном, який згодом познайомить його з майбутньою дружиною Лі Брекетт.
Наприкінці 30-х років Морт Вейзенберг (редактор журналу Startling Stories) запропонував Гемілтону написати твір для молодих читачів про нового героя, який б мав риси і вченого і воїна — «Капітана Майбутнє». Твори про нього стали дуже популярні. Над цим циклом він активно працював протягом 1940—1946 років, а 1942 році він почав писати сюжети для коміксів DC Comics, зокрема про Супермена і Бетмена. Його першим коміксом був «Batman #11» виданий в червні-липні 1942. Також він разом з Шелдоном Молдофом створили Бетвумен в 1956 і також стояв при витоках деяких інших коміксів.
31 січня він одружився з Лі Брекетт (теж письменниця-фантаст), з якою він переїхав на ферму до маленького поселення Кінсман в Огайо. Після одруження він продовжував писати, перейшовши на серйознішу фантастику. Хоча його дружина теж активно писала, проте вони написали в співавторстві лише один роман «Старк і зоряний король» (англ. «Stark and the Star Kings»), а також Едмонд розширив два двори Брекетт.
Едмонд Гемілтон помер 1 лютого 1977 року через ускладнення після операції на нирках.

## Вплив
Перше опубліковане оповідання Едмонда Гемілтона «The Monster God of Mamurth» було визнане читачами, в рейтингу вересневого випуску Weird Tales 1926 року воно зайняло друге місце, поступившись лише оповіданню «Лісова жінка» Абрагама Меррітта, і перевершивши оповідання «Він» Говарда Лафкрафта. Разом з Лавкрафтом і Робертом Говардом він став основним письменником для Weird Tales. З 1928 року на сторінках цього журналу публікується цикл творів «Міжзоряний патруль» (англ. «Interstellar Patrol»), який був одним з перших представників жанру космічної опери, в її сучасній інтерпретації (міжзоряні і міжгалактичні польоти, космічні пірати, масові бої армад космічних кораблів і галактичні імперії), що дозволяє називати його разом з Едвардом Елмером Смітом одним з засновників цього жанру вигадавши багато характерних особливостей для нього. Зокрема у творі «Кальдар: світ Антаресу» (англ. «Kaldar: World Of Antares»), він перший описав концепцію світлового меча.
Його оповідання «Острів безпричинності» (англ. «The Island of Unreason», Wonder Stories, Травень, 1933) виграло приз Жуля Верна, як найкраще науково-фантастичне оповідання, за підсумками голосування читачів.
Найвідоміший цикл творів «Капітан Майбутнє» на момент свого виходу був дуже популярний, але з часом почав критикуватись через надмірну романтичність і несерйозність. Також на сприйняття роману вплинув невеликий занепад в жанрі космічної опери спричинений великою кількістю однотипних творів. Але в 1978 за мотивами творів Гемілтона японською анімаційною студією Toei Animation було зняте одноіменне аніме «Капітан Майбутнє» (яп. キャプテン・フューチャー), яке транслювалось в багатьох країнах Європи і здобуло популярність. А в 1996 році роман «Червоне сонце небезпеки» (англ. «Red Sun of Danger») номінувався на ретроспективну премію «Г'юго».
Також в 1978 році японська студія Tsuburaya Productions зняла токусацу по мотивах іншої серії творів Гемілтона Зоряний вовк (англ. Starwolf).
У 1967 році Едмонда Гемілтона було занесено в зал слави фантастики Першого фендому, а у 2006 році в його рідному поселенні Кінсман було проведено святкування на його честь.

## Бібліографія

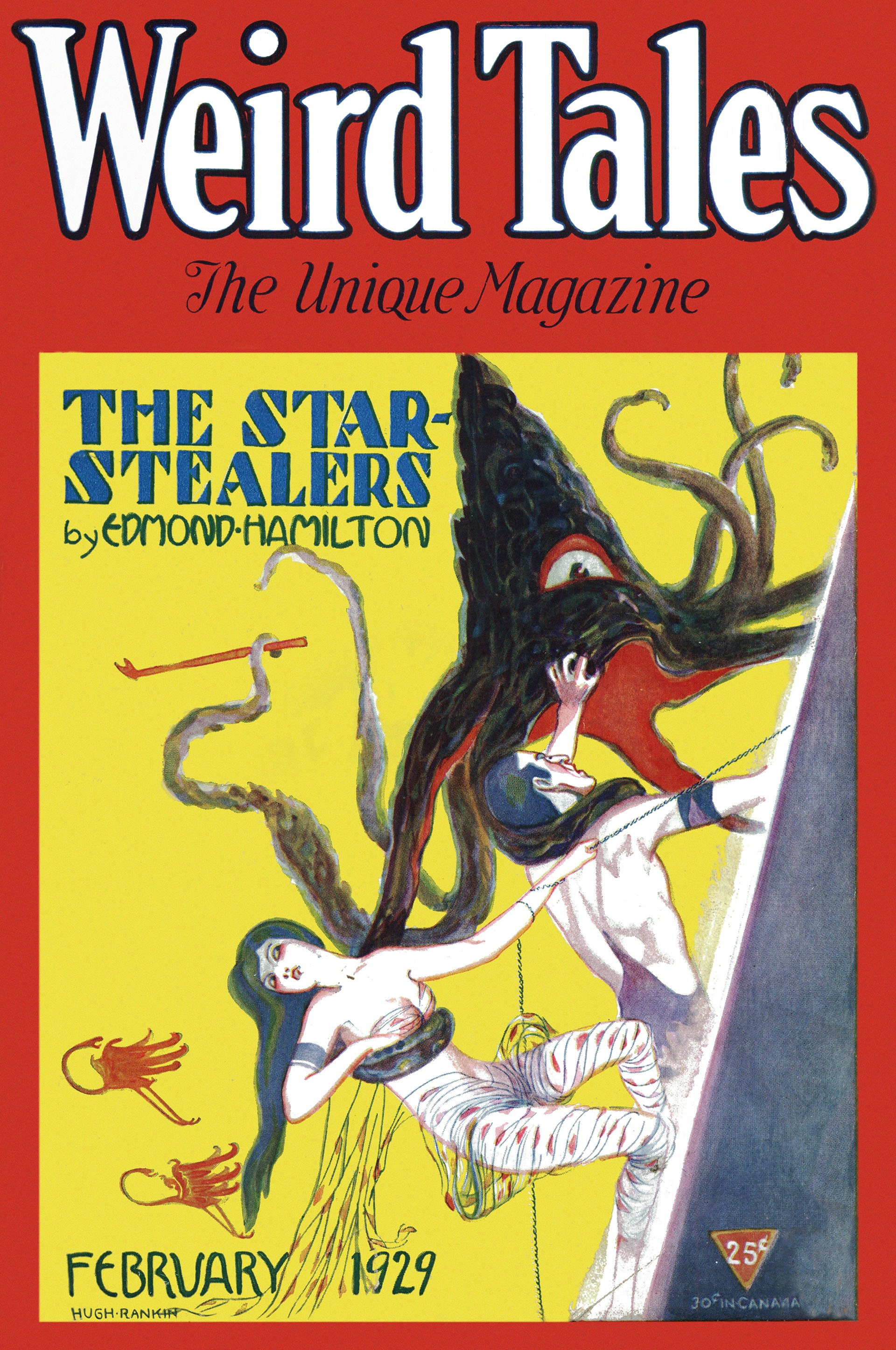
«Крадії зірок» на обкладинці лютневого випуску Weird Tales. 1929

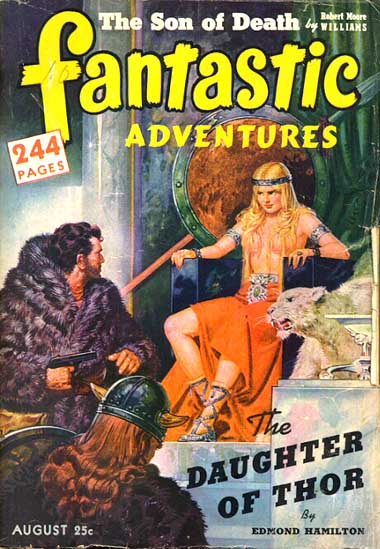
Повість «Дочка Тора» («The Daughter of Thor») на обкладинці Fantastic Adventures.. Серпень 1942

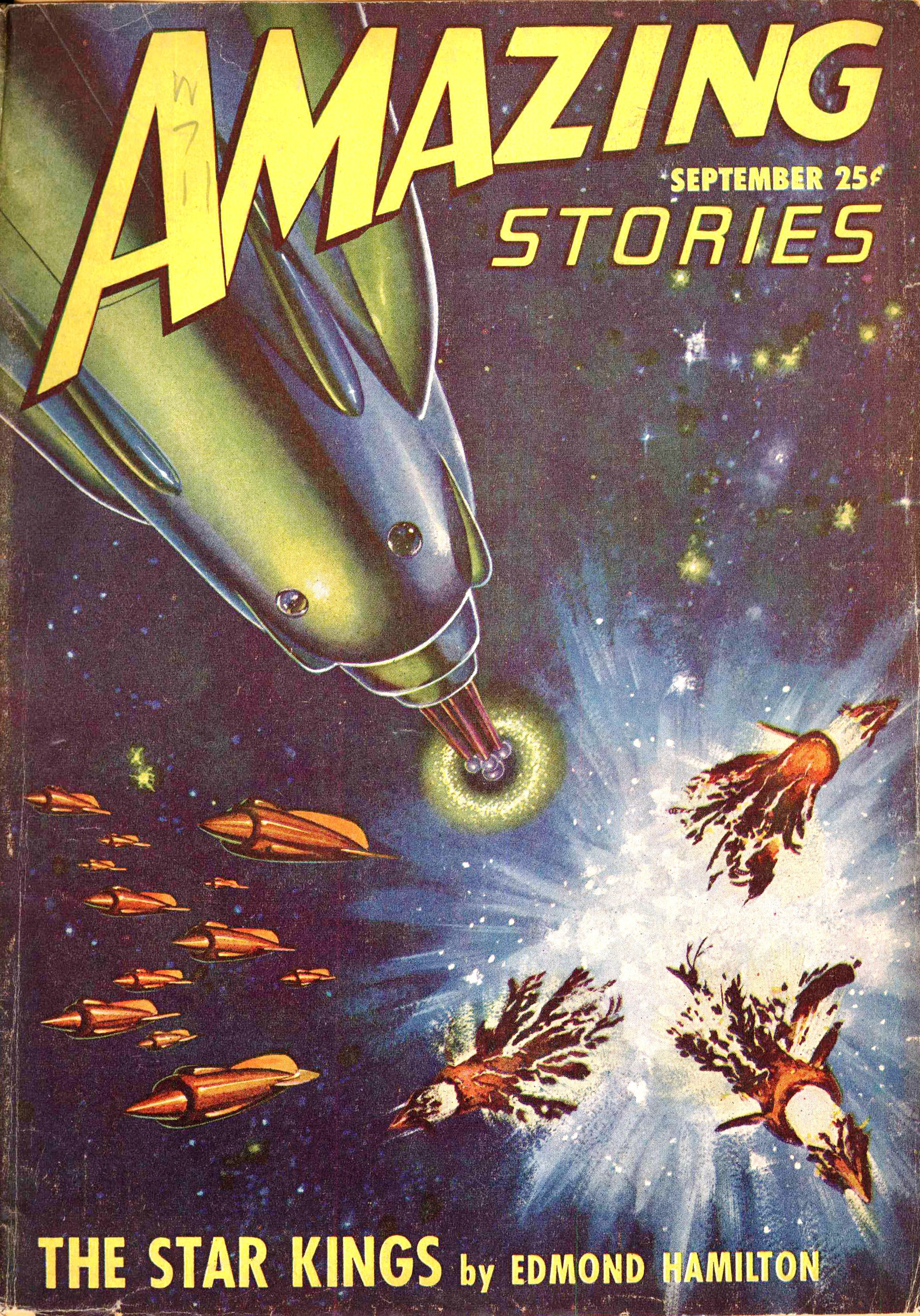
Перша історія з циклу «Зоряні королі» на обкладинці Amazing Stories. Вересень 1947